# 5976 Kalatajean
Az 5976 Kalatajean (ideiglenes jelöléssel 1992 SR2) a Naprendszer kisbolygóövében található aszteroida. Oak Ridge Observatory fedezte fel 1992. szeptember 25-én.